# WTA Singapore Open 1988
Singapore Open 1988 — жіночий тенісний турнір, що проходив на відкритих кортах з твердим покриттям у Сінгапурі. Належав до турнірів 1-ї категорії в рамках Світової чемпіонської серії Вірджинії Слімс 1988. Тривав з 18 квітня до 24 квітня 1988 року. Несіяна Монік Джейвер здобула титул в одиночному розряді.

## Фінальна частина

### Одиночний розряд
Монік Джейвер —  Лейла Месхі 7–6(7–3), 6–3
- Для Джейвер це був єдиний титул за сезон і 1-й — за кар'єру.

### Парний розряд
Наталія Бикова /  Наталія Медведєва —  Лейла Месхі /  Пархоменко Світлана Германівна 7–6(7–4), 6–3
- Для Бикової це був 2-й титул за сезон і 2-й - за кар'єру. Для Медведєвої це був єдиний титул за сезон і 1-й — за кар'єру.